# Швайгер, Гануш
Гануш Иоганн Петер Пауль Швайгер (чеш. Hanuš Johann Peter Paul Schwaiger; 28 июня 1854; Йиндржихув-Градец — 17 июня 1912, Прага) — чешский живописец, график и педагог.

## Жизнь и творчество
Гануш Швайгер родился в зажиточной еврейской семье, его отец был крупным торговцем металлом.
В 1865 году Гануш поступает в родном городе в гимназию, однако из-за низкой успеваемости через два года переходит в реальное училище в Чешских Будейовицах. Здесь он впервые начинает серьёзно заниматься живописью.
В 1873 году Гануш Швайгер учится в венской Торговой академии, параллельно посещая местную Академию изобразительных искусств. Узнав об этом, родители Гануша вернули его в Йиндржихув-Градец и вынудили поступить на службу в семейную торговую фирму. Однако к этому времени «хобби рисования» уже настолько овладело молодым художником, что он не помышлял ни о чём другом, кроме живописи.
В 1874 году он, несмотря на сопротивление семьи, возвращается в Вену и поступает в Академию изобразительных искусств. Его первый графический цикл (рисунки тушью) был куплен профессором Гансом Макартом, в связи с чем Швайгеру была обеспечена временная финансовая независимость от отца. В 1881 году он покидает Академию и без средств к существованию возвращается домой. Начиная с 1883 года Швайгер занимается иллюстрированием литературы (сказок).
В 1888 году он совершает поездку в Нидерланды, давшую материалы для ряда его картин. В 1889 году, по приглашению художника Йожа Упрка, Швайгер совершает путешествие в Моравскую Словакию. Во время этой поездки художник знакомится со своей будущей супругой, учительницей Йожкой Кучеровой, на которой в 1891 году женится.
В 1896 году художник вновь посещает Бельгию и Нидерланды, а затем едет в Италию, где от получает заказ на копирование фресок в веронском монастыре Сантуарио делла Мадонна ди Лурд. С сентября 1899 года Швайгер преподаёт в Техническом университете в Брно. К 1900 году он создаёт для братьев Тонет шесть акварелей на тему фабричного производства, которые затем были выставлены на парижской Всемирной выставке.
В 1902 году семья Швайгеров перебирается в Прагу, и Гануш получает место профессора в Академии изящных искусств. Среди его учеников — несколько известных чешских художников: Наске, Кубин, Елинек, Блажичек, Кремличка, Рабас.
В 1906 году он заболел раком (языка), был неоднократно оперирован. Скончался вследствие этой болезни.
Большое влияние на творчество Г. Швайгера оказала живопись старых голландских мастеров. Природа Нидерландов и родной Чехии вдохновила художника на создание многочисленных пейзажей. Характерны для него также иллюстрации на темы сказок и легенд.
Гануш Швайгер был близким другом Томаша Масарика, первого президента независимой Чехословакии.

## Избранные произведения
- 1879 Рисунки тушью к Крысолову.
- 1881 Акварель Вечный Жид
- 1881 Креститель
- 1883 Се Человек!
- 1885 Рюбецаль (к сказкам В.Гауффа)
- 1886 Водяной
- 1892 Фрески Святой Георгий в замке в ПрюгоницеFreske Heiliger Georg am Schloss in Průhonice
- 1896 Кирилл и Мефодий (литография)
- 1897 Длинный, широкий и зоркий

## Галерея

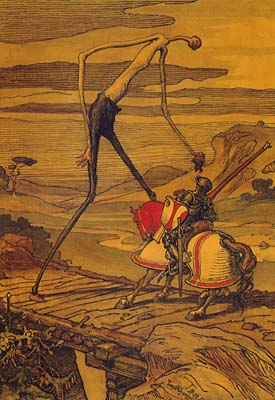
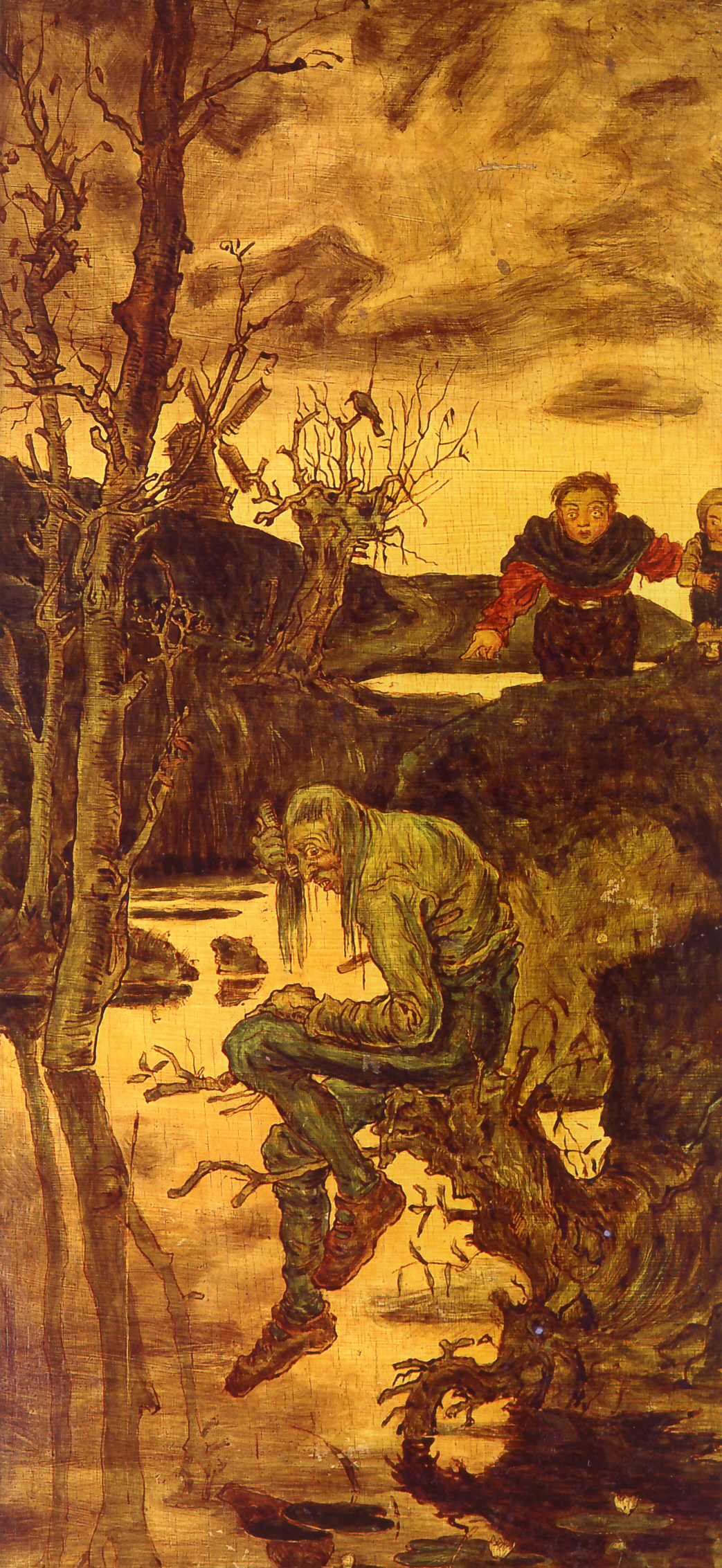
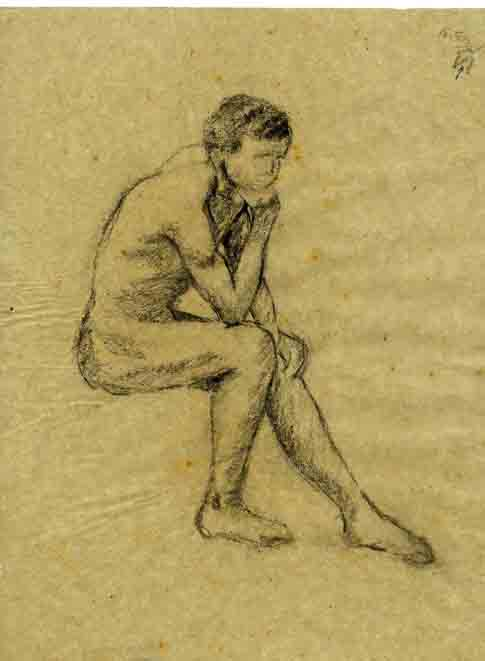
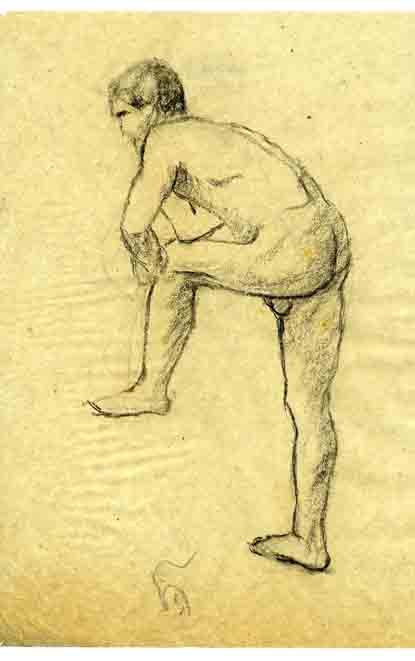